# Leandra longisepala
Leandra longisepala är en tvåhjärtbladig växtart som beskrevs av John Julius Wurdack. Leandra longisepala ingår i släktet Leandra och familjen Melastomataceae. Inga underarter finns listade i Catalogue of Life.